# 中華民國全國羽球國中盃
中華民國全國羽球國中盃，是由中華民國羽球協會主辦，為中華民國羽毛球類別最高的國中等級賽事，從2014年（民國103年）開始陸續舉辦，目前分為團體組以及個人組，團體組細分為男子組及女子組，個人組則分為男子單打、男子雙打、女子單打、女子雙打。

## 歷屆賽事成績

### 團體組
| 年度  | 組別     | 第一名        | 第二名        | 第三名                         |
| ----- | -------- | ------------- | ------------- | ------------------------------ |
| 103年 | 男子團體 | 西湖國中A     | 枋寮高中A     | 北市大同A 鼎金國中A            |
| 103年 | 女子團體 | 北市中山(藍)  | 高雄神治三民A | 北市大同A 豐原國中             |
| 104年 | 男子團體 | 北市大同A     | 西苑高中A     | 高雄神治三民A 豐原國中A        |
| 104年 | 女子團體 | 北市大同A     | 豐原國中      | 北市中山(藍) 高雄神治三民A     |
| 105年 | 男子團體 | 北市大同A     | 英明國中A     | 西螺國中A 大灣高中A            |
| 105年 | 女子團體 | 北市中山(藍)  | 高雄神治三民A | 北市大同A 永康國中A            |
| 106年 | 男子團體 | 北市大同A     | 大灣高中      | 西螺國中A 豐原國中A            |
| 106年 | 女子團體 | 永康國中A     | 北市中山(藍)  | 北市大同A 東南國中A            |
| 107年 | 男子團體 | 北市中山(藍)  | 英明國中A     | 西苑高中A 西湖國中A            |
| 107年 | 女子團體 | 東南國中A     | 北市中山(藍)  | 永康國中A 北市大同             |
| 108年 | 男子團體 | 中租西湖國中A | 合庫西苑高中A | 合庫萬和國中A 亞柏英明國中A    |
| 108年 | 女子團體 | 北市中山(藍)  | 北市中山(白)  | 北市大同A 亞柏擎天三民A        |
| 109年 | 男子團體 | 亞柏英明國中A | 中租西湖國中A | 中租仁德國中A 安溪國中A        |
| 109年 | 女子團體 | 中租北市大同A | 勇源永康國中A | 亞柏擎天三民A 合庫北市中山(白) |

### 個人組
| 年度  | 組別     | 第一名                         | 第二名                         | 第三名                                                        |
| ----- | -------- | ------------------------------ | ------------------------------ | ------------------------------------------------------------- |
| 103年 | 男子單打 | 陳敬崴（北市大同）             | 蘇力揚（北市大同）             | 林俊易（枋寮高中） 陳羿仲（鼎金國中）                         |
| 103年 | 男子雙打 | 盧震／蘇力瑋（北市大同）       | 余羽／張昊曌（高雄神治三民）   | 吳宗擇／邱郁閎（北市大同） 蘇柏瑋／陳 龍（北市中山）          |
| 103年 | 女子單打 | 江品悅（豐原國中）             | 游 婕（北市中山）              | 林芝昀（高市神冶三民） 周恩妃（東南國中）                     |
| 103年 | 女子雙打 | 李子晴／鄧淳薰（北市大同）     | 梁家溦／鄭育沛（永康國中）     |                                                               |
| 104年 | 男子單打 | 游盛博（北市大同）             | 蘇力揚（北市大同）             | 楊 洋（北市大同） 莊駿昌（豐原國中）                          |
| 104年 | 男子雙打 | 吳冠勳／陳子睿（北市大同）     | 呂植惟／鄭凱文（西苑高中）     | 方柏淳／許正其（北市中山） 周政寬／鄭恩霖（豐原國中）         |
| 104年 | 女子單打 | 謝羽盈（北市大同）             | 江品悅（豐原國中）             | 郭晏綺（北市大同） 洪恩慈（東南國中）                         |
| 104年 | 女子雙打 | 李子晴／鄧淳薰（北市大同）     | 孫妏沛／陳奕璇（北市大同）     | 王信雩／陳邡竹（北市大同） 張慈筠／江依樺（北市中山）         |
| 105年 | 男子單打 | 蘇力揚（北市大同）             | 王柏森（英明國中）             | 盧煒璿（仁德國中） 王柏崴（英明國中）                         |
| 105年 | 男子雙打 | 吳冠勳／魏俊緯（北市大同）     | 吳軒毅／陳子睿（北市大同）     | 張凱翔／鐘昱凱（西螺國中） 王文宏／王瑋傑（高市神冶三民）     |
| 105年 | 女子單打 | 吳杰蓉（北市大同）               | 鄭如嵋（合庫豐原國中）         | 黃宥薰（高市神冶三民） 許秝楹（北市中山）                     |
| 105年 | 女子雙打 | 王思敏／魏婉亦（北市中山）     | 葉卉珊／陸純青（國昌國中）     | 王信雩／陳邡竹（北市大同） 李佳欣／李毓芸（英明國中）         |
| 106年 | 男子單打 | 黃郁豈（北市大同）             | 廖柏翔（西螺國中）             | 張祐綦（大灣高中） 黃冠銘（英明國中）                         |
| 106年 | 男子雙打 | 廖晁邦／邱相榤（西苑極限土銀） | 劉佳峰／劉廣珩（北市大同）     | 詹冠易／陳勝發（仁德國中） 文聖皓／葉植鈞（西苑極限土銀）     |
| 106年 | 女子單打 | 黃宥薰（亞柏擎天三民）         | 黃瀞平（北市大同）             | 范于珊（永康國中） 涂家瑋（永康國中）                         |
| 106年 | 女子雙打 | 賴子彧／賴慶卉（北市大同）     | 宋奕萱／洪妤恩（永康國中）     | 洪妡恩／邱昭綺（永康國中） 王姿云／許尹鏸（鼎金國中）         |
| 107年 | 男子單打 | 黃鈺（北市中山）               | 蔡承翰（營北國中）             | 張允澤（土銀光明國中） 賴駿嶙（西湖國中）                     |
| 107年 | 男子雙打 | 蔡文硯／陳政寬（大灣高中）     | 葉植鈞／陳子傑（西苑極限土銀） | 郭諾恩／陳誠（合庫萬和國中） 何志偉／汪瑞衡（英明國中）       |
| 107年 | 女子單打 | 黃宥薰（亞柏擎天三民）         | 唐婉媮（東南國中）             | 趙亭妤（合庫飛樂豐原） 彭雨薇（北市大同）                     |
| 107年 | 女子雙打 | 李雨璇／林芷均（北市中山）     | 林珈因／林芳庭（東南國中）     | 劉芳妤／莊捷伃（永康國中） 吳孟真／林宣妤（北市大同）         |
| 108年 | 男子單打 | 馬承毅（中租西湖國中）         | 林育丞（亞柏仁德國中）         | 陳政佑（中租西湖國中） 王渝凱（亞柏仁德國中）                 |
| 108年 | 男子雙打 | 蔡富丞／賴柏佑（西苑合庫）     | 張軒瑀／黃繼田（中租西湖國中） | 楊上封／黃暐翔（瑞坪國中） 胡鎮顯／黃竹顗（亞柏英明國中）     |
| 108年 | 女子單打 | 王郁曦（東南國中）             | 李姿佩（勇源永康國中）         | 王珮伃（東南國中） 張薰尹（北市中山）                         |
| 108年 | 女子雙打 | 王眱禎／詹又蓁（北市大同）     | 楊璐瀅／廖珈恩（營北國中）     | 鍾嘉恩／黃子菱（勇源永康國中） 吳阡裴／蔡立妤（勇源永康國中） |
| 109年 | 男子單打 | 朱宸加（亞柏英明國中）         | 劉佳恩（中租西湖國中）         | 雷騏輔（中租西湖國中） 吳哲穎（亞柏英明國中）                 |
| 109年 | 男子雙打 | 蔡富丞／賴柏佑（西苑合庫）     | 洪紹中／陳雋澔（中租西湖國中） | 蔡知翰／陳宏銘（土銀大灣高中） 林億豪／林嘉彥（西苑合庫）     |
| 109年 | 女子單打 | 王珮伃（亞柏東南國中）         | 黃筠媗（合庫北市中山）         | 賴宥蓉（亞柏東南國中） 黃涵郁（土銀光明國中）                 |
| 109年 | 女子雙打 | 林昱欣／鄭宇倢（合庫北市中山） | 莊又瑜／蔡欣儒（亞柏東南國中） | 藍心妘／許彤（安溪國中） 李佑希／陳妤蓁（五結國中）           |

## 外部連結
- 中華民國羽球協會 （页面存档备份，存于）